# Wapen van Medemblik
Het wapen van Medemblik is per koninklijk besluit aan de gemeente verleend op 26 juni 1816. Ondanks vier gemeentelijke fusies is het altijd het wapen van de gemeente Medemblik gebleven. Het wapen komt ook terug in het eerste kwartier van het wapen van het waterschap De Vier Noorder Koggen.

## Geschiedenis
De geschiedenis van het wapen van Medemblik gaat terug tot ongeveer 1294. In dat jaar was er een zegel bekend met wat toen het wapen was van Medemblik. Het wapen bestond toen uit een schip met 13-koppige bemanning. Dit gaat terug op een sage waarin verhaald wordt dat Karel de Grote de Friezen beval hun wetten op schrift te stellen. Er werden 12 wijze mannen naar de koning gestuurd, bij hem aangekomen vroegen zij nog een dag bedenktijd. Uiteindelijk besloten zij om niet op zijn eisen in te gaan. Na een paar dagen aandringen besloot de koning de 12 man ter dood te veroordelen, ze konden kiezen: of onthoofd worden, of in een schip zonder riemen of roer de zee op gelaten te worden. De wijzen kozen voor het laatste, eenmaal in het schip en op zee bedachten zee en vergelijking met de 12 apostelen, de vergelijking ging om het bedroefd zijn na de kruisiging van Jezus. Hij openbaarde zich na zijn kruisiging aan zijn apostelen om hen te troosten. Ze begonnen met z’n allen te bidden, na het gebed stond er een man op het achterschip, hij leidde hen naar land, naar Medemblik in het bijzonder.
Na deze zegel waren er nog verschillende zegels met een vergelijkbare afbeelding. Een vergelijkbare afbeelding, maar zonder de mensen op het schip, werd gebruikt rond het eind van de 16e eeuw. Deze afbeelding was ook met een wapen tussen de twee voorste masten.
Een volgende wijziging van het wapen, nu alleen het schild, stamt uit 1776. Het wapen wordt nu vastgehouden door twee schilddragers die van het wapen wegkijken. Dit wapen is ook gedekt door de keizerskroon, waar deze vandaan komt is alleen niet bekend. Zo is ook het exacte ontstaan van het wapen niet bekend.

## Blazoenering
De beschrijving van het wapen van Medemblik luidt als volgt: ‘Van sabel, beladen met een pal van goud, gedekt met een kroon en ter weerskanten vastgehouden door een klimmende leeuw, alles van goud.’

### Het schild
Sabel betekent in de heraldiek zwart, een pal is een verticale baan in het midden van het schild. Deze pal is vergelijkbaar met een meerpaal en deze is van goud. Dit betekent meestal dat het om een nederzetting aan een rivier gaat. Vergelijkbare wapens zijn die van Amsterdam, Rotterdam en Dordrecht.

### De kroon
Medemblik is een van de tien Nederlandse gemeenten die de keizerskroon voeren. Alleen de kroon van Medemblik is in azuur (blauw). De overige negen: Amsterdam, Bolsward, Deventer, Hulst, Kampen, Middelburg, Nijmegen, Tiel en het Zwolle zijn rood.

### De leeuwen
Het gaat hier om op hun achterpoten staande leeuwen van goud, zij kijken van het wapen weg (omziend) en hebben hun bek open. Dit is de meest voorkomende positie voor dieren.

## zie ook
- Vlag van Medemblik

Aalsmeer · Alkmaar · Amstelveen · Amsterdam · Bergen · Beverwijk · Blaricum · Bloemendaal · Castricum · Den Helder · Diemen · Dijk en Waard · Drechterland · Edam-Volendam · Enkhuizen · Gooise Meren · Haarlem · Haarlemmermeer · Heemskerk · Heemstede  · Heiloo · Hilversum · Hollands Kroon · Hoorn · Huizen · Koggenland · Landsmeer · Laren · Medemblik · Oostzaan · Opmeer · Ouder-Amstel · Purmerend · Schagen · Stede Broec · Texel · Uitgeest · Uithoorn · Velsen · Waterland · Wijdemeren · Wormerland · Zaanstad · Zandvoort